# Rektificirani koncentrirani mošt
Rektificirani koncentrirani mošt je u Republici Hrvatskoj, u smislu Pravilnika o proizvodnji vina, proizvod od grožđa. To je tekući nekaramelizirani mošt koji je dobiven djelomičnom dehidracijom mošta koja je provedena dopuštenim postupkom različitim od djelovanja topline, pri čemu je stupanj koncentriranosti pri 20°C mjereno refraktometrom najmanje 61,7%, je podvrgnut dopuštenim postupcima otkiseljavanja i uklanjanja drugih sastojaka osim šećera,  pH vrijednosti do 5 pri 25° Brixa, ima optičku gustoću pri 425 nm za debljinu od 1 cm do 0,100 u moštu pri 25° Brixa, kojem sva saharoza potječe iz grožđa, ima Fiolin-Ciocalteau index do 6,00 pri 25° Brixa, titrirajuću kiselost do 15 mEq/kg ukupnih šećera, sadržaj sumpornog dioksida do 25 mg/kg ukupnih šećera, ukupni sadržaj kationa do 8 mEq/kg ukupnih šećera, provodljivost do 120 mikro-Siemensa/ cm pri 25° Brixa na 20°C, sadržaj hidroksimetilfurfurola do 25 mg/kg ukupnih šećera, prisutnost mesoinositola, te koji je dobiven isključivo od sorata vinove loze sukladno članku 2. Zakona o vinu, iz mošta koji sadrži najmanju volumnu alkoholnu jakost propisanu za vinogradarsku zonu u kojoj je grožđe ubrano.